# Badia Calavena
Badia Calavena (deutsch: Kalwein) ist eine nordostitalienische Gemeinde (comune) mit 2644 Einwohnern (Stand 31. Dezember 2023) in der Provinz Verona in Venetien. Die Gemeinde liegt etwa 20 Kilometer nordöstlich von Verona im Val d'Illasi und gehört zur Comunità montana della Lessinia. Außerdem gehört sie zu den dreizehn Gemeinden – der zimbrischen Sprachinsel.

## Geschichte
1333 wird Badia Calavena als zimbrische Gemeinde genannt.

## Gemeindepartnerschaften
Badia Calavena unterhält seit 1988 eine Partnerschaft mit der bayerischen Gemeinde Adlkofen.